# NGC 6703
NGC 6703 is een elliptisch sterrenstelsel in het sterrenbeeld Lier. Het hemelobject werd op 4 september 1863 ontdekt door de Duits-Deense astronoom Heinrich Louis d'Arrest.

## Synoniemen
- UGC 11356
- MCG 8-34-20
- ZWG 255.14
- PGC 62409